# Éric Baptizat
 (novembre 2018).
Éric Baptizat est un scénariste de bande dessinée né en 1971 et résidant au Québec.

## Biographie
Il a collaboré également à de nombreux fanzines. Entre 1999 et octobre 2004 il a participé comme scénariste aux 6 tomes de Marie Frisson, d'inspiration humoristique, paru aux éditions Glénat, en collaboration avec le dessinateur Olivier Supiot.
Il a publié :
- Simon, Le Cycliste, coll. « Tricycle » :

1. Un jour chez Simon, 1998  (ISBN 2-912193-07-9)
2. Un lendemain chez Simon, 2000  (ISBN 2-912193-32-X)[1].

- Les fauves sont lâches, Le Cycliste, coll. « Comix », 1999  (ISBN 2-912249-13-9)[2].
- Marie Frisson (scénario), avec Olivier Supiot (dessin), Glénat, coll. « Tchô ! La collec... » :

1. Il est revenu le temps du muguet, 1999  (ISBN 2-7234-2903-2).
2. Tombe la neige…, 2000  (ISBN 2-7234-3143-6)[3].
3. Retiens la nuit…, 2001  (ISBN 2-7234-3489-3).
4. Comme un ouragan, 2002  (ISBN 2-7234-4005-2).
5. En rouge et noir,  (ISBN 2-7234-4198-9).
6. Je te survivrai, 2004  (ISBN 2-7234-4538-0)[4].